# Olivier Scalabre
Olivier Scalabre, né le 12 avril 1976, est un chef d'entreprise français. Il est directeur général du bureau de Paris du cabinet de conseil Boston Consulting Group depuis novembre 2022.

## Formation
Olivier Scalabre est un ancien élève de l'École centrale Paris (Promotion 2000).

## Carrière professionnelle
A l'issue de son stage de fin d'études, en 2001, Olivier Scalabre a une proposition de l'Oréal en Australie, et une du BCG en France.Il choisit alors le cabinet de conseil, dont il est nommé Directeur Associé en 2010. Il a passé une partie de sa carrière en Inde, Chine et Russie. Il a également été membre du comité exécutif du BCG France entre 2015 et 2018, chargé du développement commercial. Il œuvre notamment pour promouvoir l'industrie 4.0.
Il est alors responsable des secteurs des équipements et automatismes industriels pour l'aéronautique, de la défense, de la mobilité et de l'énergie. Il est aussi responsable mondial du secteur des nouvelles technologies de décarbonation.
Il devient directeur général du bureau de Paris le 1er novembre 2022, remplaçant ainsi Guillaume Charlin.
Une de ses principales missions est de gérer l’arrivée du BCG dans ses nouveaux bureaux de l’Avenue de la Grande Armée, dans l'ancien siège social de Peugeot. Le bâtiment restauré et modernisé, rebaptisé « L1ve », accueillera 2 500 collaborateurs du BCG en France.